# Jean du Châtelet
 (juillet 2020).
Si vous disposez d'ouvrages ou d'articles de référence ou si vous connaissez des sites web de qualité traitant du thème abordé ici, merci de compléter l'article en donnant les références utiles à sa vérifiabilité et en les liant à la section « Notes et références ».
Jean du Châtelet, ou du Chastelet (Brabant vers 1578 - Paris vers 1645), baron de Beausoleil et d'Auffembach, est un minéralogiste. Avec son épouse Martine de Bertereau, il parcourt une grande partie de l'Europe, dont notoirement la France, prospecte et exploite des mines pendant la première moitié du XVIIe siècle. Les instruments et les méthodes, que le couple employait dans leur prospection minière, leur ont également valu d'être associé aux sourciers, à la radiesthésie, voire à l'astrologie ou à l'alchimie. Leurs différents ouvrages laissent également transparaître ces concepts.

## Biographie
Vraisemblablement issu d'une noblesse du Brabant, Jean du Châtelet suit d'abord des études de sciences naturelles puis se lance dans la recherche, l'exploitation et les travaux des mines. Il prospecte en Allemagne, Suède, Angleterre, Italie, Espagne, Pologne et en Europe centrale. En Hongrie, il est nommé conseiller et commissaire général des trois chambres des mines par les Empereurs Rodolphe et Matthias, général des mines au Tyrol et au Trentin, puis dans les duchés de Bavière de Neubourg et de Clèves.
Sur l'invitation de Pierre de Beringhen, premier valet de chambre de Henri IV, et contrôleur général des mines, qui s'était fait accorder la cession des mines de Guyenne et du pays de Labour, le baron de Beausoleil vient en France vers 1600, où l'exploitation minière était en quasi-abandon. Dans ce premier voyage, il se borne sans doute à visiter les deux provinces, à y reconnaître la nature des mines et les dépenses qu'exigerait leur exploitation, puis parcourt à nouveau tous les pays d'Europe.
Fin 1626, le marquis d'Effiat, successeur de Beringhen, fait revenir le couple pour se rendre dans les provinces afin d’ouvrir des mines au nom du roi Louis XIII. Les époux Beausoleil retournent alors en France en compagnie de mineurs et de fondeurs allemands. Ils vont alors parcourir le sud-ouest, le Languedoc, la Provence et la Bretagne, recensant mines et gisements, débutant quelques exploitations, aventure qu'ils financent sur leurs propres deniers. Jean du Châtelet publie deux ouvrages en latin en 1627.
Cette même année, à Morlaix, ils vont être victimes d'une mésaventure dont la baronne se plaindra le restant de sa vie. Partis prospecter dans la région, leur domicile sera perquisitionné par un prévôt, nommé La Touche-Grippé, surnommé par dérision Touche Grippe-Minon par la baronne dans ses écrits. À l'époque, les méthodes et les instruments utilisés apparaissent comme suspects, frôlant la magie ou la sorcellerie. Ils en seront donc accusés puis finalement innocentés. Cependant, toutes les affaires saisies, bijoux, échantillons de minerais, divers papiers listant des lieux de mines et les tests réalisés, ne leur seront jamais restitués. Cela constituera pour eux un traumatisme dont ils réclameront encore réparation en 1640.
En 1629, ils repartent un temps pour l'Allemagne et Jean du Châtelet se fait confirmer par l'empereur sa place de conseiller et commissaire des mines de Hongrie, avant d'être autorisé à quitter le Saint-Empire. L'aîné de ses fils le remplace dans sa fonction. Ils rentrent en France en 1630 et reprennent leur activité de prospection dans diverses régions.
Martine de Bertereau, baronne de Beausoleil, décide d'écrire plusieurs ouvrages à partir de 1632, dont La Restitution de Pluton en 1640. Elle y expose son passé, sa manière de travailler, ses instruments et outils, ses découvertes minières, ses griefs. L'ouvrage est adressé au tout puissant cardinal de Richelieu. Pour toute réponse et réaction, ce dernier fait arrêter les Beausoleil. Jean du Châtelet est incarcéré à la Bastille et sa femme au château de Vincennes. Ils y mourront respectivement vers 1645 et 1642.
La raison précise de ces arrestations n'a jamais été déterminée. Y avait-il des charges établies que l'histoire n'a pas retenues, était-ce les soupçons de sorcellerie ou le simple fait que le livre de la baronne ait pu heurter, voire choquer le cardinal ? Ce dernier a-t-il saisi l'occasion de ne pas rembourser les dépenses que les Beausoleil avaient effectuées et qu'ils réclamaient, ou bien encore soupçonnait-il le couple d'espionner pour le compte de l'Autriche ? Nul ne le sait à ce jour. Quoi qu'il en soit, l'exploration et les travaux du couple, réalisés à leurs frais, ont permis de relancer l'activité minière en France, fortement suspendue pendant le Moyen Âge. Ils auront découvert et listé quelques sites dont l'exploitation se poursuivra après eux. Parmi ceux-là, la mine de Pont-Péan en Bretagne.

## Œuvres
- Diorismus verœ philosophiœ de materia prima lapidis, Béziers, 1627
- Archetypus verae philosophiae de materia prima lapidis, Augustae Vindelicorum : apud J. Paetorium, 1630